# Station Vamdrup
Station Vamdrup is een station in Vamdrup, Denemarken.

## Externe link

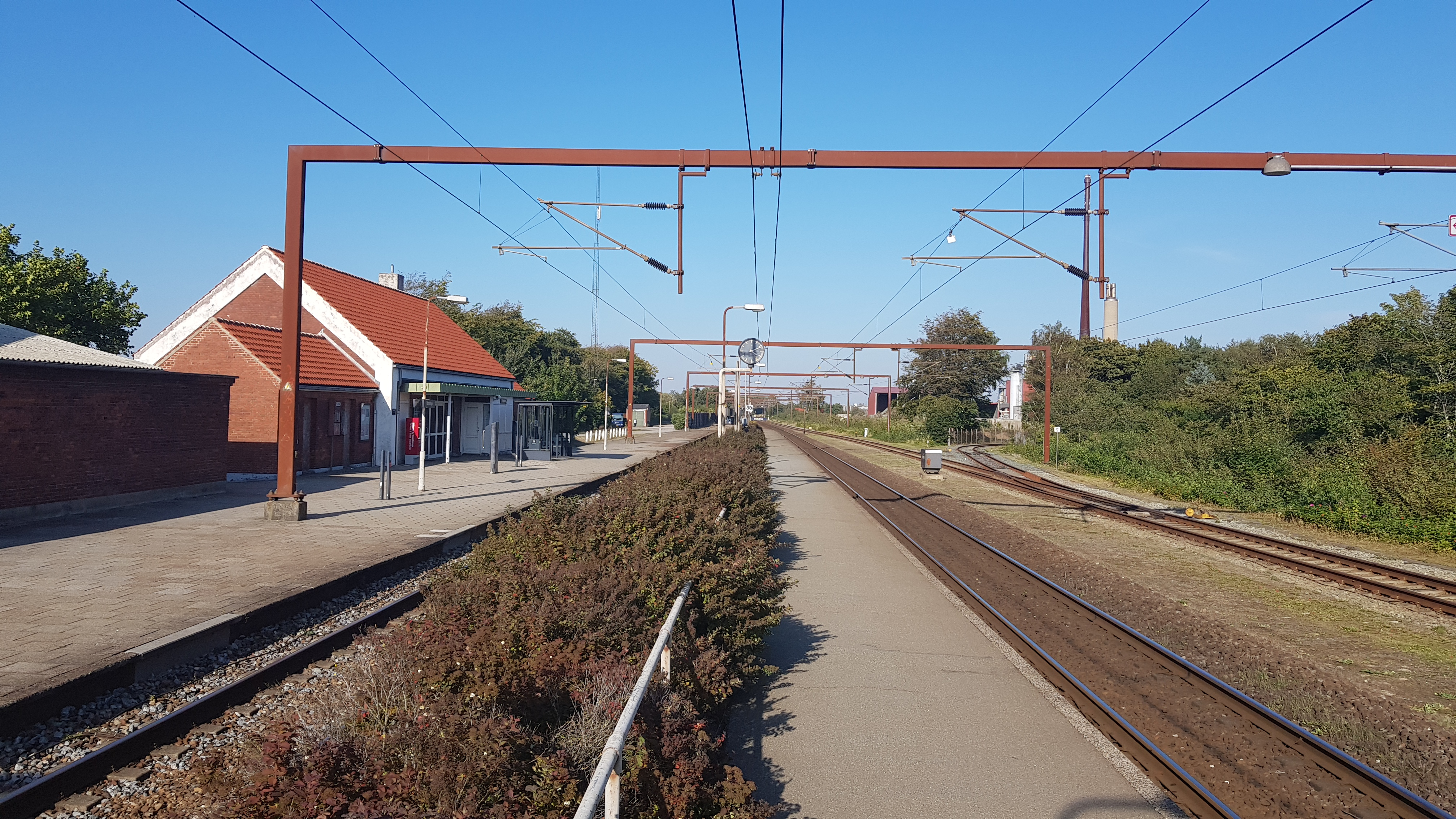
Het station in 2020